# James McGregor (homme politique britanno-colombien)
Pour les articles homonymes, voir James McGregor et McGregor.
James McGregor est un homme politique canadien de la Colombie-Britannique. Il est député provincial indépendant de la circonscription britanno-colombienne de Nanaimo City de 1894 à 1898.